# Hipismo nos Jogos Olímpicos de Verão de 2012
As competições de hipismo nos Jogos Olímpicos de Verão de 2012 foram realizadas entre 28 de julho e 9 de agosto no Greenwich Park em Londres, no Reino Unido. Foram disputados seis eventos, sendo três individuais e três por equipes.

## Calendário
|            | Julho | Julho | Julho | Julho | Julho | Julho | Julho | Agosto | Agosto | Agosto | Agosto | Agosto | Agosto | Agosto | Agosto | Agosto | Agosto | Agosto | Agosto |
| Hipismo    | 25    | 26    | 27    | 28    | 29    | 30    | 31    | 01     | 02     | 03     | 04     | 05     | 06     | 07     | 08     | 09     | 10     | 11     | 12     |
| ---------- | ----- | ----- | ----- | ----- | ----- | ----- | ----- | ------ | ------ | ------ | ------ | ------ | ------ | ------ | ------ | ------ | ------ | ------ | ------ |
| Individual |       |       |       |       |       |       | 1     |        |        |        |        |        |        |        | 1      | 1      |        |        |        |
| Equipes    |       |       |       |       |       |       | 1     |        |        |        |        |        | 1      | 1      |        |        |        |        |        |

|  | Dia de competição |  | Dia de final |

## Eventos
Seis conjuntos de medalhas foram concedidas nos seguintes eventos:

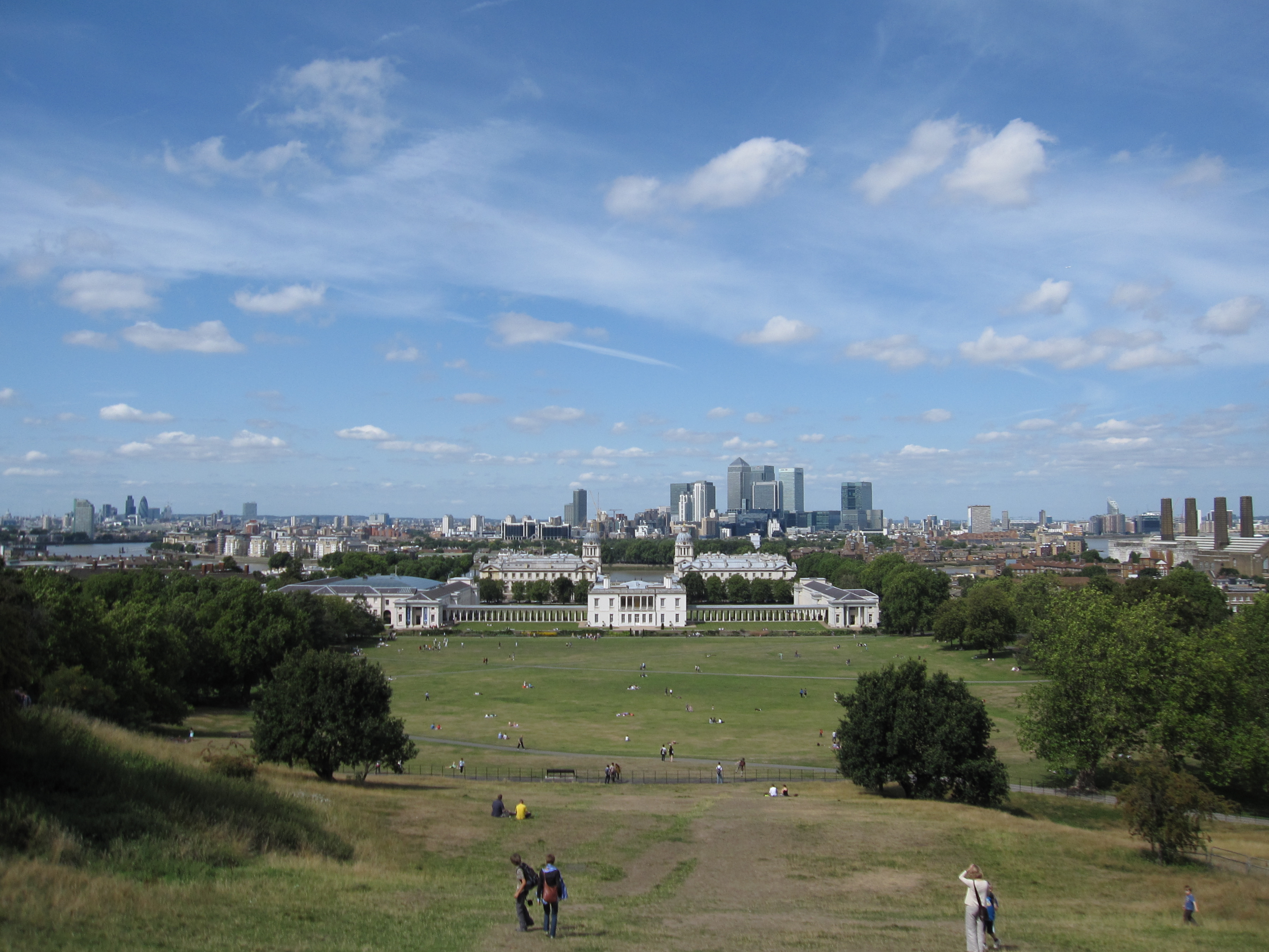
Greenwich Park, local das disputas do hipismo.

| Individual - Adestramento - Saltos - CCE | Equipes - Adestramento - Saltos - CCE |

## Medalhistas
| Evento                            | Ouro | Prata | Bronze |
| --------------------------------- | --- | --- | --- |
| Adestramento individual detalhes  | Charlotte Dujardin (Valegro) GBR Grã-Bretanha                                                                                                | Adelinde Cornelissen (Parzival) NED Países Baixos | Laura Bechtolsheimer (Mistral Højris) GBR Grã-Bretanha |
| Adestramento por equipes detalhes | Carl Hester (Uthopia) Laura Bechtolsheimer (Mistral Højris) Charlotte Dujardin (Valegro) GBR Grã-Bretanha                                    | Dorothee Schneider (Diva Royal) Kristina Sprehe (Desperados) Helen Langehanenberg (Damon Hill) GER Alemanha                                                            | Anky van Grunsven (Salinero) Edward Gal (Undercover) Adelinde Cornelissen (Parzival) NED Países Baixos                                                                |
| Saltos individual detalhes        | Steve Guerdat (Nino Des Buissonets) SUI Suíça                                                                                                | Gerco Schröder (London) NED Países Baixos | Cian O'Connor (Blue Loyd 12) IRL Irlanda |
| Saltos por equipes detalhes       | Scott Brash (Hello Sanctos) Peter Charles (Vindicat) Ben Maher (Tripple X) Nick Skelton (Big Star) GBR Grã-Bretanha                          | Marc Houtzager (Tamino) Gerco Schröder (London) Maikel van der Vleuten (Verdi) Jur Vrieling (Bubalu) NED Países Baixos                                                 | Ramzy Al-Duhami (Bayard Van the Villa There) Abdullah bin Mutaib Al Saud (Davos) Kamal Bahamdan (Noblesse Des Tess) Abdullah Al-Sharbatly (Sultan) KSA Arábia Saudita |
| CCE individual detalhes           | Michael Jung (Sam) GER Alemanha | Sara Algotsson Ostholt (Wega) SWE Suécia | Sandra Auffarth (Opgun Louvo) GER Alemanha |
| CCE por equipes detalhes          | Peter Thomsen (Barny) Dirk Schrade (King Artus) Ingrid Klimke (Butts Abraxxas) Sandra Auffarth (Opgun Louvo) Michael Jung (Sam) GER Alemanha | Nicola Wilson (Opposition Buzz) Mary King (Imperial Cavalier) Zara Phillips (High Kingdom) Kristina Cook (Miners Frolic) William Fox-Pitt (Lionheart) GBR Grã-Bretanha | Jonelle Richards (Flintstar) Jonathan Paget (Clifton Promise) Caroline Powell (Lenamore) Andrew Nicholson (Nereo) Mark Todd (Campino) NZL Nova Zelândia               |

## Quadro de medalhas
| Ordem | País               | Medalha de ouro | Medalha de prata | Medalha de bronze |    | Ordem por total |
| ----- | ------------------ | --------------- | ---------------- | ----------------- | -- | --------------- |
| 1     | GBR Grã-Bretanha   | 3               | 1                | 1                 | 5  | 1               |
| 2     | GER Alemanha       | 2               | 1                | 1                 | 4  | 2               |
| 3     | SUI Suíça          | 1               |                  |                   | 1  | 4               |
| 4     | NED Países Baixos  |                 | 3                | 1                 | 4  | 2               |
| 5     | SWE Suécia         |                 | 1                |                   | 1  | 4               |
| 6     | IRL Irlanda        |                 |                  | 1                 | 1  | 4               |
|       | KSA Arábia Saudita |                 |                  | 1                 | 1  | 4               |
|       | NZL Nova Zelândia  |                 |                  | 1                 | 1  | 4               |
| TOTAL | TOTAL              | 6               | 6                | 6                 | 18 |                 |